# ميجر
ميجر (بالإنجليزية: MAJOR.)‏ هو موسيقي أمريكي، ولد في 10 مارس 1984 في دينتون في الولايات المتحدة.

## وصلات خارجية
- الموقع الرسمي